# Evenaarmierpitta
De evenaarmierpitta (Grallaria saturata) is een zangvogel uit de familie Grallariidae (mierpitta's). De vogel werd in 1918 als ondersoort Grallaria rufula saturata beschreven door de Poolse vogelkundigen Janusz Domaniewski en Jan Sztolcman, maar staat sinds 2021 als aparte soort op de IOC World Bird List.

## Verspreiding en leefgebied
De soort komt voor in een smal noord-zuid lopend gebied in Colombia, Ecuador en Peru. De verspreidingsgebied ligt aan beide zijden van de evenaar, vandaar de Nederlandse naam.